# Hannelore
Hannelore est un prénom féminin allemand, utilisé également aux Pays-Bas et en Flandre.

## Personnalités portant ce prénom
- Pour l'ensemble des articles sur les personnes portant ce prénom, consulter :
  - la liste des articles dont le titre commence par ce prénom
  - les listes produites par Wikidata : Liste des personnes de prénom « Hannelore » — même liste en incluant les éventuels prénoms composés qui contiennent « Hannelore ».
- Hannelore Auer, chanteuse et actrice autrichienne ;
- Hannelore Bode, soprano allemande ;
- Hannelore Cayre, romancière, scénariste et réalisatrice française ;
- Hannelore Elsner, actrice allemande ;
- Hannelore Hoger, actrice et réalisatrice allemande ;
- Hannelore Kohl, femme de l'ancien chancelier de la RFA Helmut Kohl ;
- Hannelore Kraft, femme politique allemande ;
- Hannelore Schmidt, pédagogue et biologiste allemande et l’épouse d’Helmut Schmidt ;
- Hannelore Schroth, actrice et chanteuse allemande ;
- Hannelore Simon, espionne communiste.